# Daven Holly
Daven Holly (* 8. August 1982 in Clairton, Pennsylvania) ist ein ehemaliger US-amerikanischer American-Football-Spieler auf der Position des Cornerbacks. Er spielte drei Jahre in der National Football League (NFL), zwei davon für die Cleveland Browns.
Daven Holly spielte College Football für die University of Cincinnati. Er kam in vier Jahren in 44 Spielen zum Einsatz, erzielte neun Interceptions für 58 Yards Raumgewinn und einen Touchdown. Einen weiteren Touchdown erzielte er nach einem Fumble.
Holly wurde von den San Francisco 49ers in der siebten Runde des NFL Drafts 2005 ausgewählt, jedoch noch vor dem Start der Regular Season entlassen und von den Chicago Bears aufgenommen.
Nach der Saison bei den Bears wechselte Holly zu den Cleveland Browns, wo er Stammspieler in der Defense wurde, bevor eine Knieverletzung seine Karriere beendete.
Nach seiner Zeit in der NFL war er unter anderem als Betreiber von Internetcafés, die auch Gewinnspiele vertreiben, tätig.